# Ceuta
Ceuta (in spagnolo [ˈθeu̯ta], italianizzato in [ˈt͡ʃɛu̯ta]; nome ufficiale: Ciudad Autónoma de Ceuta; in arabo سَبْتَة‎?, Sabta; in berbero ⵙⴰⴱⵜⴰ; in italiano antico: Setta) è una città autonoma spagnola situata nel Nordafrica, circondata dal Marocco, con una superficie di 18,5 km². Si affaccia sul mar Mediterraneo vicino allo stretto di Gibilterra, a 70 km a est di Tangeri e a 8 km a nord di Fnidq.
Nel corso dei secoli, Ceuta è stata successivamente soggetta alla dominazione cartaginese, romana, visigota e araba, fino a quando venne conquistata dal Portogallo, il 14 agosto 1415. Nel 1668 il Portogallo cedette definitivamente Ceuta alla Spagna.
Ceuta ha uno status a metà strada tra quello di un comune e quello di una comunità autonoma. Prima dello Statuto di Autonomia, Ceuta faceva amministrativamente parte della provincia di Cadice. Il suo territorio fa parte del sistema doganale dell'Unione europea, e del sistema politico ed economico dell'Unione. La città è un porto franco.
Il governo marocchino avanza pretese di integrazione di Ceuta nel Marocco, ma il governo della Spagna non ha mai effettuato alcun tipo di trattativa sulla materia.

## Geografia

### Morfologia
Sin dall'età classica Ceuta è conosciuta per essere una delle Colonne d'Ercole, l'altra è Gibilterra. Superato lo stretto braccio di mare che separa le due città e segna la fine del Mar Mediterraneo, tutto era ignoto. Ceuta si trova infatti su una delle punte più settentrionali del territorio marocchino, del quale costituisce una semi-enclave. Il territorio è costituito dalla punta di questa penisola e dalla minuscola penisola (chiamata Peninsula de Almina) collegata al resto del continente da uno strettissimo lembo di terra.
Ceuta è bagnata a sud dal Mar Mediterraneo e a nord dalla Baia di Ceuta, che costituisce parte dello Stretto di Gibilterra, mentre il confine terrestre col Marocco, a sud-ovest, è segnato nella sua quasi totalità dal corso di un ruscello. Appartiene al territorio di Ceuta anche l'Isla de Santa Catalina. Punto più elevato della Peninsula de Almina è il monte Hacho, che raggiunge i 186 m, mentre nel territorio continentale il punto più alto di Ceuta si trova a quota 291 m.

### Idrografia
La città autonoma è solcata da quattro ruscelli principali, tre dei quali tributano verso nord alla Baia di Ceuta e uno verso sud direttamente nel Mar Mediterraneo. Si tratta di corsi d'acqua molto corti che nascono in territorio ceutano e scorrono nella parte continentale della città. Uno di questi forma uno specchio d'acqua di discrete dimensioni. Un quinto corso d'acqua segna, come detto, il confine col Marocco.

### Clima
Il clima di Ceuta è tipicamente mediterraneo temperato.
| Ceuta               | Mesi | Mesi | Mesi | Mesi | Mesi | Mesi | Mesi | Mesi | Mesi | Mesi | Mesi | Mesi | Stagioni | Stagioni | Stagioni | Stagioni | Anno |
| Ceuta               | Gen  | Feb  | Mar  | Apr  | Mag  | Giu  | Lug  | Ago  | Set  | Ott  | Nov  | Dic  | Inv      | Pri      | Est      | Aut      | Anno |
| ------------------- | ---- | ---- | ---- | ---- | ---- | ---- | ---- | ---- | ---- | ---- | ---- | ---- | -------- | -------- | -------- | -------- | ---- |
| T. max. media (°C)  | 16,3 | 16,7 | 17,9 | 19,3 | 21,6 | 24,5 | 27,0 | 27,5 | 25,7 | 22,7 | 19,7 | 17,1 | 16,7     | 19,6     | 26,3     | 22,7     | 21,3 |
| T. min. media (°C)  | 8,1  | 8,1  | 9,8  | 11,1 | 12,8 | 15,6 | 17,6 | 18,2 | 16,6 | 14,4 | 11,2 | 9,2  | 8,5      | 11,2     | 17,1     | 14,1     | 12,7 |
| Precipitazioni (mm) | 104  | 98   | 78   | 46   | 26   | 6    | 0    | 3    | 16   | 46   | 95   | 117  | 319      | 150      | 9        | 157      | 635  |

## Storia
La posizione strategica di Ceuta, sulla punta settentrionale del Marocco (sullo stretto di Gibilterra), l'ha resa un cruciale punto di passaggio di molte culture, commerci e imprese militari, a cominciare dagli antichi cartaginesi nel V secolo a.C. Fu solo a partire dal 42 d.C., quando i Romani ne presero il controllo, che questa città portuale (all'epoca chiamata Septem Fratres), acquisì un ruolo prevalentemente militare.
Circa 400 anni dopo i Vandali tolsero ai Romani il controllo di Ceuta, la quale, nel 710 d.C., cadde sotto il dominio musulmano. Sotto la guida del capo berbero Ṭāriq b. Ziyād, Ceuta venne utilizzata come testa di ponte per l'assalto alla Spagna controllata dai Visigoti.
Joseph ben Judah ben Shimeon, noto anche come Joseph ben Judah di Ceuta, è stato un rabbino, medico e poeta ebreo, discepolo di Maimonide.
Daniele Fasanella è stato un religioso italiano, considerato santo dalla Chiesa cattolica. Inizialmente i frati, suddivisi in due gruppi distinti, assistettero i mercanti cristiani che risiedevano a Ceuta, ma nell'ottobre del 1227 sfidando le leggi iniziarono a predicare apertamente il Vangelo ai musulmani e, sebbene predicassero solo in italiano e in latino, furono dapprima invitati a convertirsi all'Islam che avevano condannato e dopo il loro rifiuto furono decapitati.
È citata nella Divina Commedia di Dante al Canto XXVI dell'Inferno (vv. 109-111): "acciò che l’uom più oltre non si metta: / da la man destra mi lasciai Sibilia, / da l’altra già m’avea lasciata Setta" (dove Sibilia è Siviglia, mentre Setta è Ceuta). 

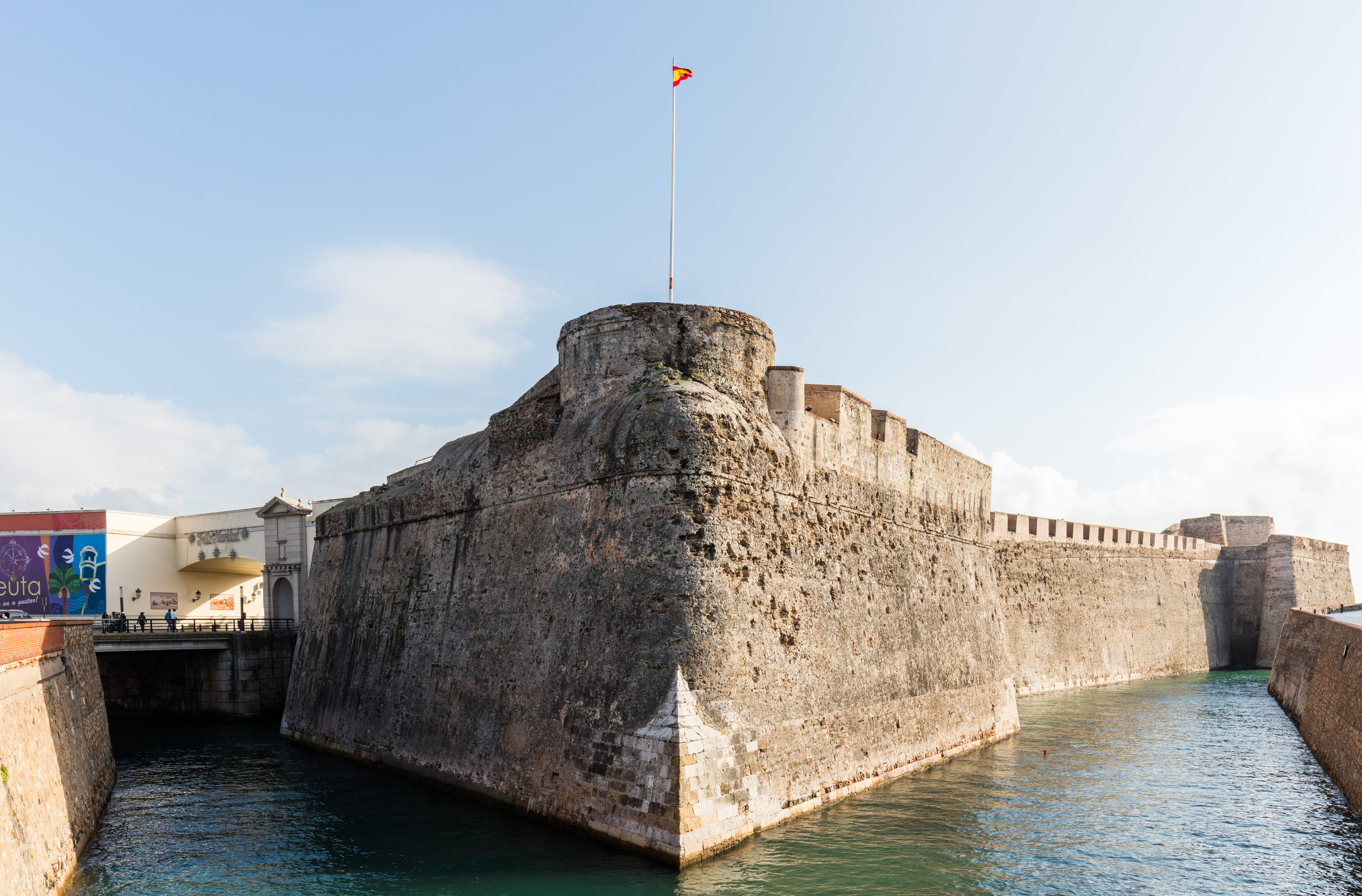
Mura cittadine

Secoli dopo, nel 1415, Ceuta venne presa dai portoghesi guidati dal principe Enrico il Navigatore. Lo scopo primario di tale conquista era quello di metter fine all'influenza musulmana nell'area e promuovere ulteriormente la cristianità. Nel 1580, in seguito all'acclamazione di Filippo II di Spagna quale re del Portogallo, Ceuta entrò a far parte dell'Unione Iberica assieme agli altri possedimenti nordafricani della corona portoghese, tra cui Tangeri, Mazagan, e Arzila. Allo scoppio della guerra di restaurazione portoghese Ceuta rimase fedele alla dinastia degli Asburgo di Spagna. Il 1º gennaio 1668 a Lisbona, viene firmato un trattato di pace tra Alfonso VI del Portogallo e Carlo II di Spagna, con la mediazione di Carlo II d'Inghilterra, con il quale il Portogallo cedeva Ceuta alla Spagna.
Oggigiorno, Ceuta è conosciuta per la sua natura cosmopolita e la sua unica influenza europea, che hanno contribuito ad incrementare il turismo in quell'area.
Il confine terrestre tra Ceuta e l'entroterra marocchino è recintato e sorvegliato, allo scopo di contenere l'ingresso di migranti nella semi-enclave che, in quanto territorio metropolitano spagnolo, garantisce ulteriore libero accesso all'area europea delle nazioni aderenti alla Convenzione di Schengen.

## Monumenti e luoghi d'interesse

### Architetture religiose
- Cattedrale di Ceuta

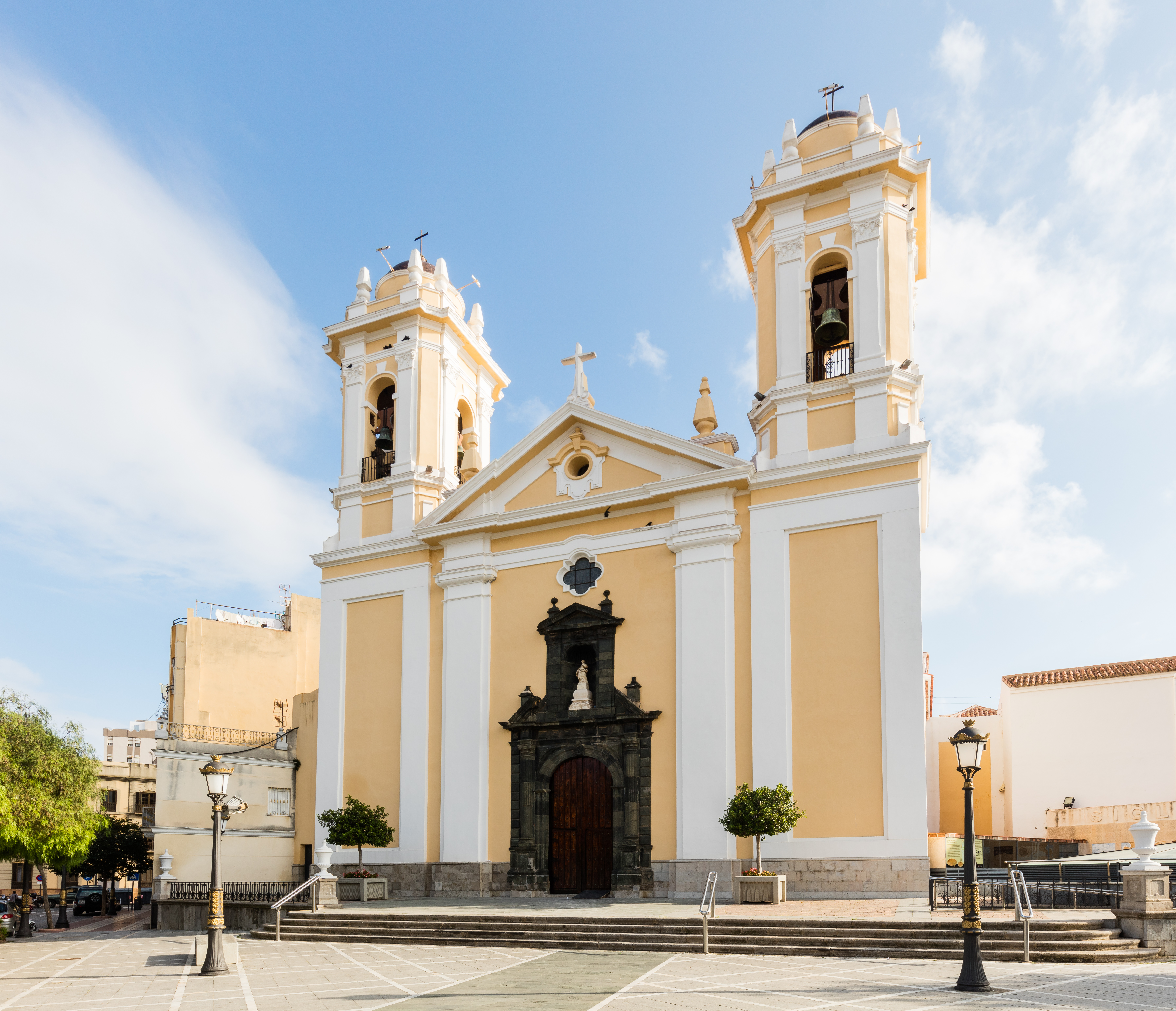
Cattedrale dell'Assunzione

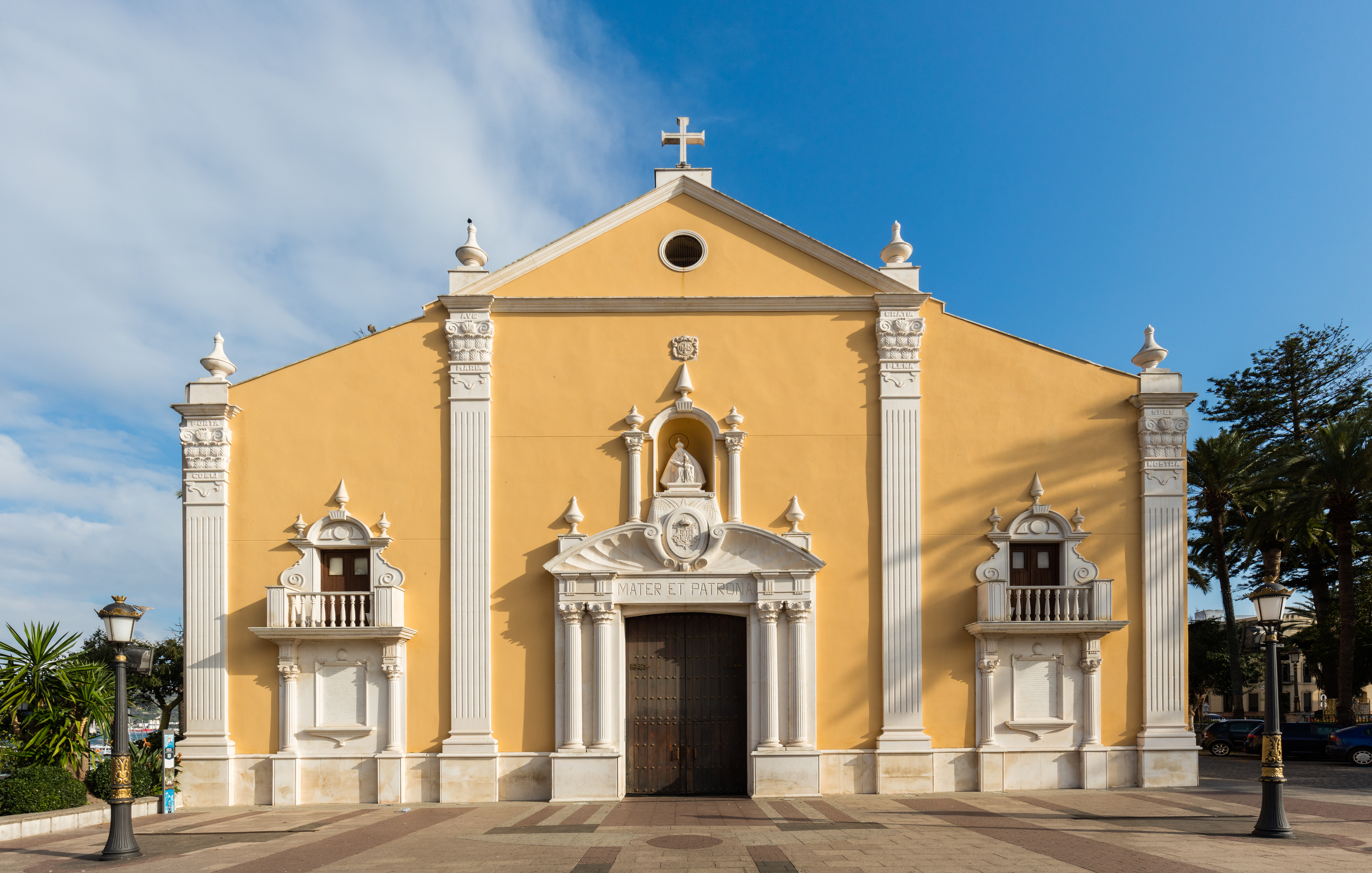
Santuario di Nostra Signora d'Africa

- Santuario di Nostra Signora d'Africa

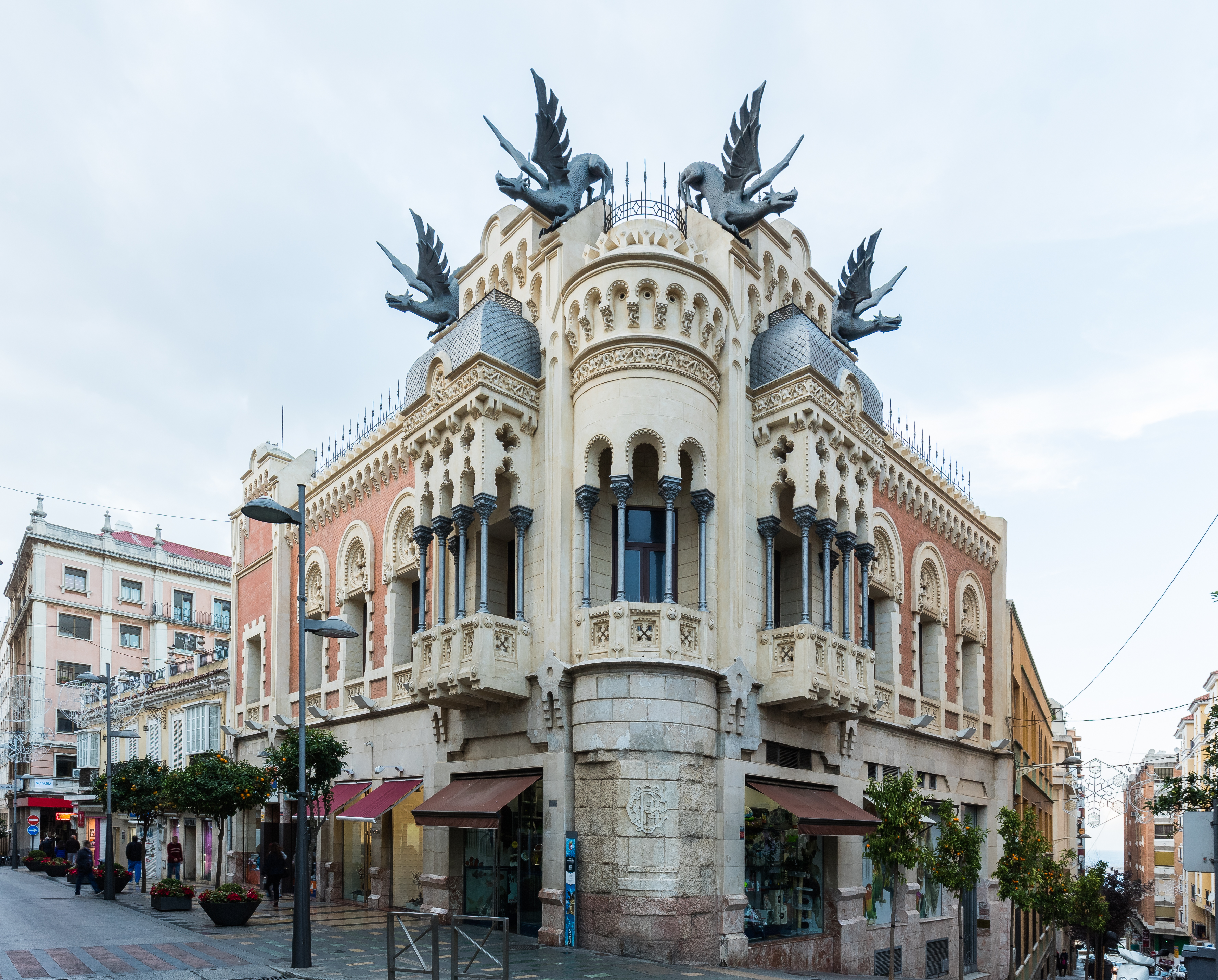
Casa dei Draghi

## Società
La popolazione di Ceuta è mista dal punto di vista etnico, linguistico e religioso. In città convivono due realtà principali: quella cattolica di origine spagnola e quella musulmana di origine marocchina. La comunità spagnola è per la stragrande maggioranza originaria dell'Andalusia e della Comunità Valenciana. La comunità musulmana è giunta in città gradualmente a partire dagli anni 1860 dal Marocco ed è costituita per la grande maggioranza da discendenti di immigrati jbala e da una minoranza di berberi rifani. Accanto a queste due componenti principali, vi sono poi una comunità ebraica, costituita da sefarditi e da altri ebrei marocchini giunti da altre città, ed una comunità indiana. La comunità cristiana di madrelingua spagnola compone tra il 50% e il 68% della popolazione, mentre i musulmani tra il 28,3% e il 48%.

### Lingue e dialetti
La lingua maggioritaria è quella spagnola. La seconda lingua più parlata a Ceuta è l'arabo marocchino. Il dialetto arabo parlato a Ceuta deriva in gran parte dall'arabo jebli ed è considerato un dialetto pre-hilalico; il dialetto ha conosciuto un processo di koneizzazione che lo ha portato ad avvicinarsi alla koinè araba marocchina. Altre lingue parlate in città sono il berbero nella sua variante tarifit e il giudeo-spagnolo nella variante haketia, parlato dalla comunità ebraica.

### Immigrazione
Nel corso dei primi anni 1990, il fenomeno dell'immigrazione ha scelto le città di Ceuta e Melilla come teste di ponte verso la Penisola iberica, cogliendo impreparate le strutture di accoglienza locali. Dapprima la Croce Rossa e poi altre organizzazioni non governative si fecero carico della gestione umanitaria. Gli immigrati erano di provenienza principalmente subshariana e asiatica. Le autorità governative locali, assieme a quelle nazionali, risposero in maniera abbastanza puntuale senza riuscire ad arginare un processo migratorio che si sarebbe protratto fino al giorno d'oggi. Nella seconda metà degli anni '90 il Governo spagnolo, in collaborazione con l'Unione Europea, destinò dei fondi importanti per la costruzione di un perimetro fisico, che di fatto ha reso impermeabile il passaggio agli immigrati dal territorio marocchino circostante, destando numerose critiche sull'opportunità di erigere un "muro" contro l'immigrazione clandestina. La nascita contemporanea di un Centro di Accoglienza Temporanea per gli Immigrati (CETI) ha di fatto inserito a pieno titolo le città di Ceuta e Melilla nel panorama geopolitico delle migrazioni transnazionali. Uno dei primi studi effettuati sul fenomeno si deve allo studioso Pietro Soddu che pubblicò nel 2002 il libro Immigraciòn Extracomunitaria en Europa: el caso de Ceuta y Melilla.

## Cultura

### Gastronomia
La gastronomia ceutina si evidenzia principalmente per il suo pesce, specialmente il tonno e la sardina. Anche il pesce fritto è tipico della zona.

## Amministrazione
Essendo città autonoma, a differenza delle Comunità autonome essa non ha iniziativa legislativa, ma le viene  permesso di chiedere alla Corti generali iniziative legislative che ritenga opportune per una o per l'altra istituzione, mentre si autogoverna tramite un consiglio municipale, competente per i soli affari locali.

Palazzo municipale

### Gemellaggi
Ceuta è gemellata con:
- Cadice
- Melilla
- Algeciras
- Aci Catena
- Belvedere Marittimo
- Santarém
- Guadalajara